# Crawford Howell Toy

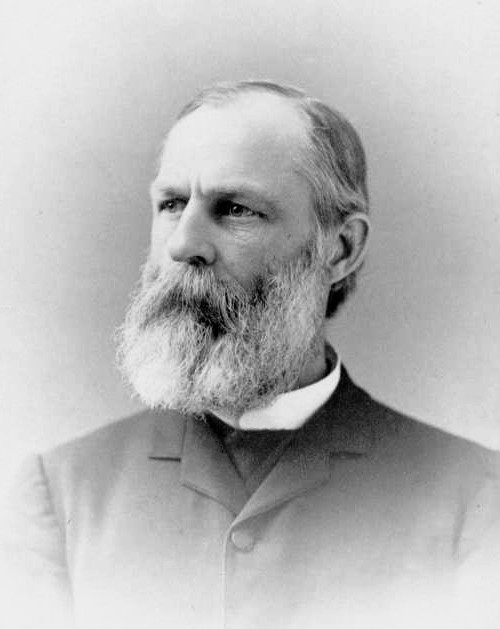
Crawford Howell Toy

Crawford Howell Toy (* 23. März 1836 in Norfolk, Virginia; † 12. Mai 1919 in Cambridge, Massachusetts) war ein US-amerikanischer Theologe und Hebraist. Er lehrte semitische Sprachen und Altes Testament am Southern Baptist Theological Seminary (1868–1879) und an der Harvard University (1880–1909).

## Leben
Crawford Howell Toy war der älteste Sohn des Apothekers Thomas Dallam Toy (1814–1879) und seiner Frau Amelia Ann Toy geb. Rogers (1816–1873). Er studierte von 1852 bis 1856 an der University of Virginia und unterrichtete anschließend an einer Mädchenschule, dem Albemarle Female Institute in Charlottesville. Neben dem Beruf setzte er seine Studien am Southern Baptist Theological Seminary in Greenville (South Carolina) fort, dem ältesten baptistischen Predigerseminar in den USA. Im amerikanischen Bürgerkrieg unterbrach er sein Studium und nahm als Infanterist und Feldgeistlicher an den Kampfhandlungen teil. Nach kurzer Gefangenschaft unterrichtete er eine Zeit lang an der University of Alabama, einer Kadettenschule der konföderierten Staaten.
Nach dem Ende des Bürgerkriegs lehrte Toy von 1865 bis 1866 Griechisch an der University of Virginia und unternahm anschließend eine Bildungs- und Forschungsreise nach Europa, wo er seine theologischen Studien an der Berliner Universität vertiefte (1866–1868). Dort kam er erstmals mit der historisch-kritischen Bibelforschung in Kontakt, die seine theologischen Ansichten maßgeblich beeinflusste. Außerdem studierte er Sanskrit und die semitischen Sprachen.
Während seines Aufenthalts in Berlin erhielt Toy vom Southern Baptist Theological Seminary das Angebot, eine Professur für Altes Testament und Semitische Sprachen zu übernehmen. Er nahm den Ruf an und lehrte ab 1868 am Seminar, an dem er früher studiert hatte. Neben dem Lehramt beschäftigte er sich weiterhin mit der Bibelkritik, wie er sie in Berlin kennengelernt hatte. Dabei kam er in Konflikt mit der baptistischen Kirche. Toy untersuchte die Zitate aus dem Alten Testament im Neuen Testament und kam dabei zu dem Schluss, dass die Verfasser des Neuen Testaments nach ihrer rabbinischen Tradition das Alte Testament so ausdeuteten, dass sie damit ihre eigenen christologischen Ansichten vertreten konnten. Die christologischen Bezüge hätten im Alten Testament also nicht a priori existiert. Damit argumentierte Toy gegen die Einheit des Alten und Neuen Testaments, was mit der Rechtgläubigkeit seiner Kirche nicht vereinbar war. Der Präsident des Seminars forderte daraufhin von Toy, seine Thesen im akademischen Unterricht zurückzuhalten. Toy weigerte sich und veröffentlichte im April 1879 einen Auszug seiner Thesen in der Zeitung The Sunday School Times. Daraufhin wurde er im Mai 1879 entlassen.
1880 nahm Toy einen Ruf an die Harvard University an, wo er als Hancock Professor of Hebrew and Other Oriental Languages (bis 1909) und Dexter Lecturer on Biblical Literature (bis 1903) fast 30 Jahre lang lehrte. Er lehrte unter anderem Hebräisch, Arabisch und Äthiopisch. 1888 verließ Toy die baptistische Kirche und wechselte zur First Parish Unitarian Church, einer unitarischen Gemeinde.
Toy war Mitglied mehrerer gelehrter Gesellschaften: Er war Gründungsmitglied und Vorstandsmitglied der American Philological Association (Präsident 1879/1880) und der American Oriental Society (Präsident 1908). Die American Academy of Arts and Sciences wählte ihn 1888 zum Mitglied.
Crawford Howell Toy war mit Nancy Saunders Toy († 1941) verheiratet.

## Schriften (Auswahl)
- The History of the Religion of Israel: An Old Testament Primer. Boston 1882
- Quotations in the New Testament. New York 1884
- Judaism and Christianity: A Sketch of the Progress of Thought from Old Testament to New Testament. Boston 1891
- Esther as Babylonian Goddess. Boston 1898
- A Critical and Exegetical Commentary on the Book of Proverbs. New York 1899
- The Book of the Prophet Ezekiel. New York 1899
- Introduction to the History of Religions. Boston 1913